# Hans Georg Nicklaus
Hans Georg Nicklaus (teilw. auch Hans-Georg, * 1963 in Ludwigshafen am Rhein) ist ein deutsch-österreichischer Kultur- und Musikwissenschaftler sowie Radioredakteur und -moderator.

## Leben
Hans Georg Nicklaus absolvierte ein Musikstudium (künstlerisches Fach Geige) an der Robert Schumann Hochschule in Düsseldorf (bei Helga Thoene) und an der Hochschule (inzwischen Universität) für Musik und darstellende Kunst in Wien (bei Eduard Melkus) sowie ein Studium der Philosophie, Germanistik und Musikwissenschaft an den Universitäten Düsseldorf und Wien. 1993 promovierte er an der Universität Wien mit einer Arbeit über Klangkosmologien und Klangschöpfungsmythen (Die Maschine des Himmels, Fink Verlag 1993). In den Jahren 1993 bis 1999 war er Assistent am Lehrstuhl für Kulturgeschichte (Institut für Kulturwissenschaft der Humboldt-Universität zu Berlin). 2001/2 erfolgte ebendort seine Habilitation mit einer Schrift über Stimme und Gesang im Kontext von Politik und Pädagogik in der zweiten Hälfte des 18. Jahrhunderts. (Kulturwissenschaft/Musikwissenschaft, betreut bzw. begutachtet durch Thomas Macho und Helga de la Motte-Haber).
Hans Georg Nicklaus lebt in Wien.

## Radio/Musikvermittlung
Seit 1993 (verstärkt seit 2000) ist Hans Georg Nicklaus als Redakteur, Gestalter und Moderator von Musiksendungen im Radioprogramm von Ö1 (ORF) tätig. Er moderiert regelmäßig Sendungen wie „Pasticcio“, „Ausgewählt“ oder „Des Cis“, gestaltet Beiträge und rezensiert Musikbücher.
Er initiierte und leitete mehrere partizipative Radioformate im Musikprogramm von Ö1: WAGner Dich 2013, Satiesfiktionen 2016, Wie klingt Freude? 2020.
Konzerteinführungen (insbesondere für das Tonkünstlerorchester Niederösterreich und Konzerte in Schloss Grafenegg), teilweise auch Workshops bzw. Lehraufträge im Feld der Musikvermittlung gehören ebenso zu seinem Tätigkeitsfeld.

## Kulturwissenschaft/Musikwissenschaft
Seit 2004/5 lehrt Hans Georg Nicklaus als Universitätsdozent an der Anton Bruckner Privatuniversität in Linz die Fächer Musikgeschichte, Kulturgeschichte und Musikvermittlung. Seit 2018 ist er Direktor des dortigen Instituts für Theorie und Geschichte.
Zu den Forschungsschwerpunkten von Hans Georg Nicklaus zählen Themen im Grenzbereich von Musik-, Ästhetik- und Kulturgeschichte. In mehreren Publikationen sowie seiner Dissertation und Habilitationsschrift widmete er sich Theorien und Diskursen, die Musik als zeit- und kulturübergreifende Universalie positionieren, wie etwa der mathematisch-pythagoreischen Tradition der Musiktheorie und -philosophie (Die Maschine des Himmels, Fink Verlag 1993) oder den Theorien zur Musik als einer natürlich gegebenen Universalsprache (Weltsprache Musik. Rousseau und der Triumph der Melodie über die Harmonie. Fink Verlag 2015).
Weitere Forschungsthemen liegen im Bereich der Musikvermittlung (Musik im Radio, Methoden der Musikmoderation, Geschichte der Musikvermittlung).

## Auszeichnungen
- 2013/14: Radiopreis der Erwachsenenbildung Österreich für die beste Produktion in der Sparte „interaktive und experimentelle Produktion“ für die Radio Ö1 Publikums-Aktion „WAGner DICH“[13].
- 2014: nominiert für den „Prix Europa“ in der Kategorie „Radio Music“ für die Radio Ö1 Publikums-Aktion „WAGner DICH“.
- 2015/16: Radiopreises der Erwachsenenbildung (Sparte Kultur), gem. mit Irene Suchy, für die Ö1-Sendereihe „Intrada Exkurs – Musik, Markt, Medien“[14].

## Schriften (Auswahl)

### Monographien
- Sonanzen. Musikphilosophische Aufsätze. Verlag Die blaue Eule, Essen 1987.
- Die Maschine des Himmels. Zur Kosmologie und Ästhetik des Klangs. Wilhelm Fink Verlag, München 1994.
- Weltsprache Musik. Rousseau und der Triumph der Melodie über die Harmonie. Wilhelm Fink Verlag, München 2015.

### Artikel
- Stimmen der Unschuld: Kastratengesang im Kontext von Kindheit und Pädagogik. In: Vera Grund / Claire Genewein / Hans Georg Nicklaus (Hg.): Naturalezza | Simplicité – Natürlichkeit im Musiktheater. Bielefeld (Transcript) 2018.
- Polyphonie. Übertragungen zwischen Musikästhetik und Staatstheorie. In: Ivo Gurschler / Sophia Panteliadou / Christopher Schlembach: Sehen und Sagen. Für Walter Seitter. Wien (Sonderzahl) 2017, S. 172–178.
- Musik moderieren. Musikvermittlung im Radio. In: on air – on sale. Musik und Radio. ÖMZ, Österreichische Musikzeitschrift 02/2016. Wien (Hollitzer) 2016, S. 34–41.
- „Das ist himmlisch, göttlich, unaussprechlich!“ – Paganini und die zwei Seiten des ‚romantischen’ Virtuosen. In: Karin Wagner / Anton Voigt (Hg.): notations 1985-2015. Texte zu Klavierdidaktik, Werkgeschichte und Interpretation. Wien (Universal Edition) 2015.

### Herausgeberschaften
- mit Vera Grund und Claire Genewein: Naturalezza / Simplicité – Natürlichkeit im Musiktheater. Transcript Verlag, Bielefeld 2019.